# آنا ریتا دل پیانو
آنا ریتا دل پیانو (انگلیسی: Anna Rita Del Piano؛ زاده ۲۶ ژوئیهٔ ۱۹۶۶) یک هنرپیشه اهل ایتالیا است. وی از سال ۱۹۹۳ میلادی تاکنون مشغول فعالیت بوده‌است. 
از فیلم‌هایی که وی در آن‌ها نقش داشته است، می‌توان به چه روز زیبایی، بال‌های زندگی و دوستانی چون ما اشاره نمود.